# Navarin

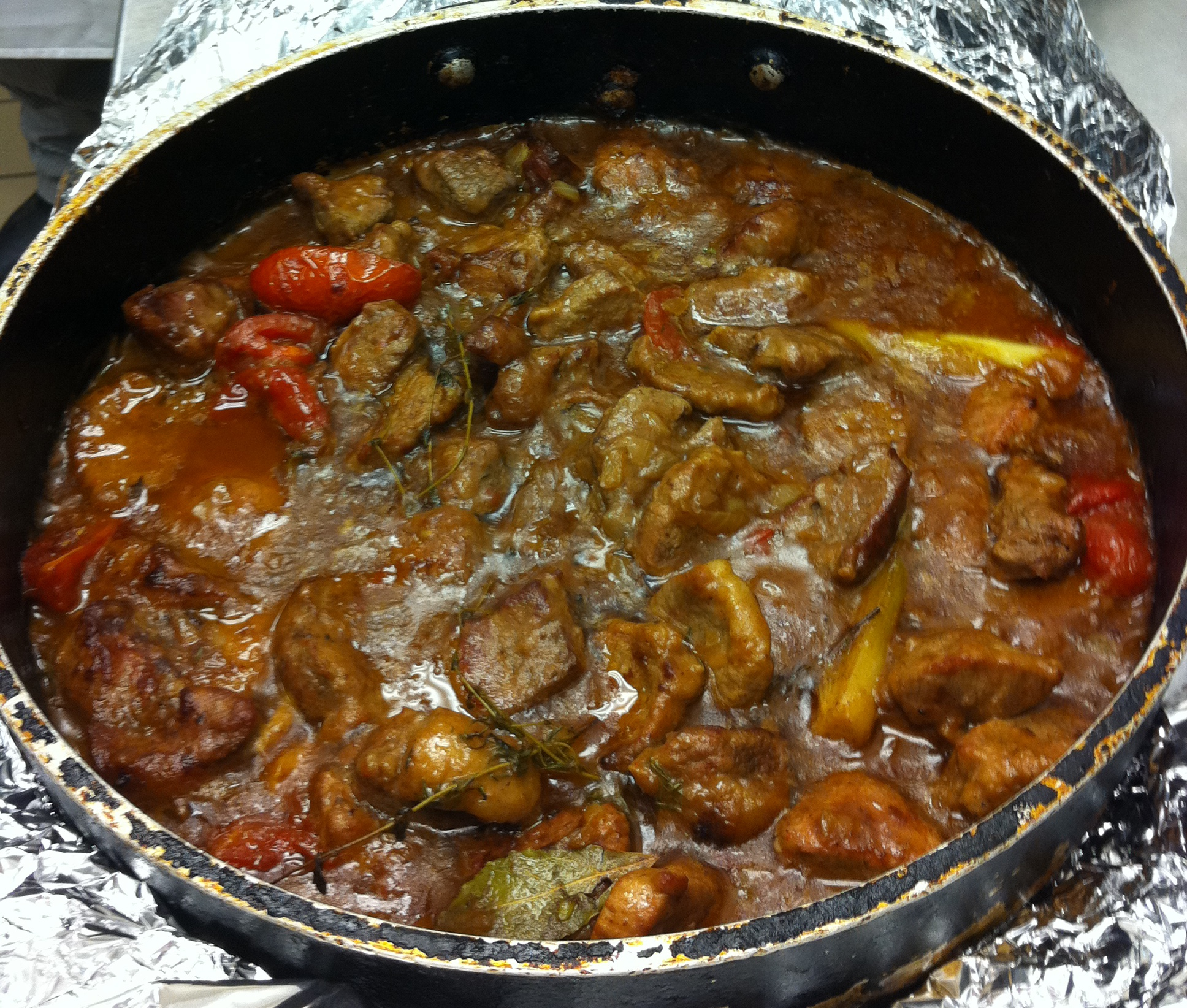
Wiosenny navarin z jagnięciną

Navarin (fr. ragoût d'agneau)  – francuska potrawa mięsno-warzywna, rodzaj ragoût.  
Znana również w kuchni międzynarodowej potrawa serwowana najczęściej w okresie wiosennym. Przyrządzana z duszonej w tłuszczu jagnięciny (z łopatki) oraz z młodych wiosennych warzyw. Jako dodatki służą pokrojone w cząstki pomidory i niewielkie glazurowane cebulki (navets) z ziemniakami.